# Ectropothecium venustulum
Ectropothecium venustulum är en bladmossart som beskrevs av Bescherelle 1898. Ectropothecium venustulum ingår i släktet Ectropothecium och familjen Hypnaceae. Inga underarter finns listade i Catalogue of Life.